# St. Johannes (Lengefeld (Unstruttal))

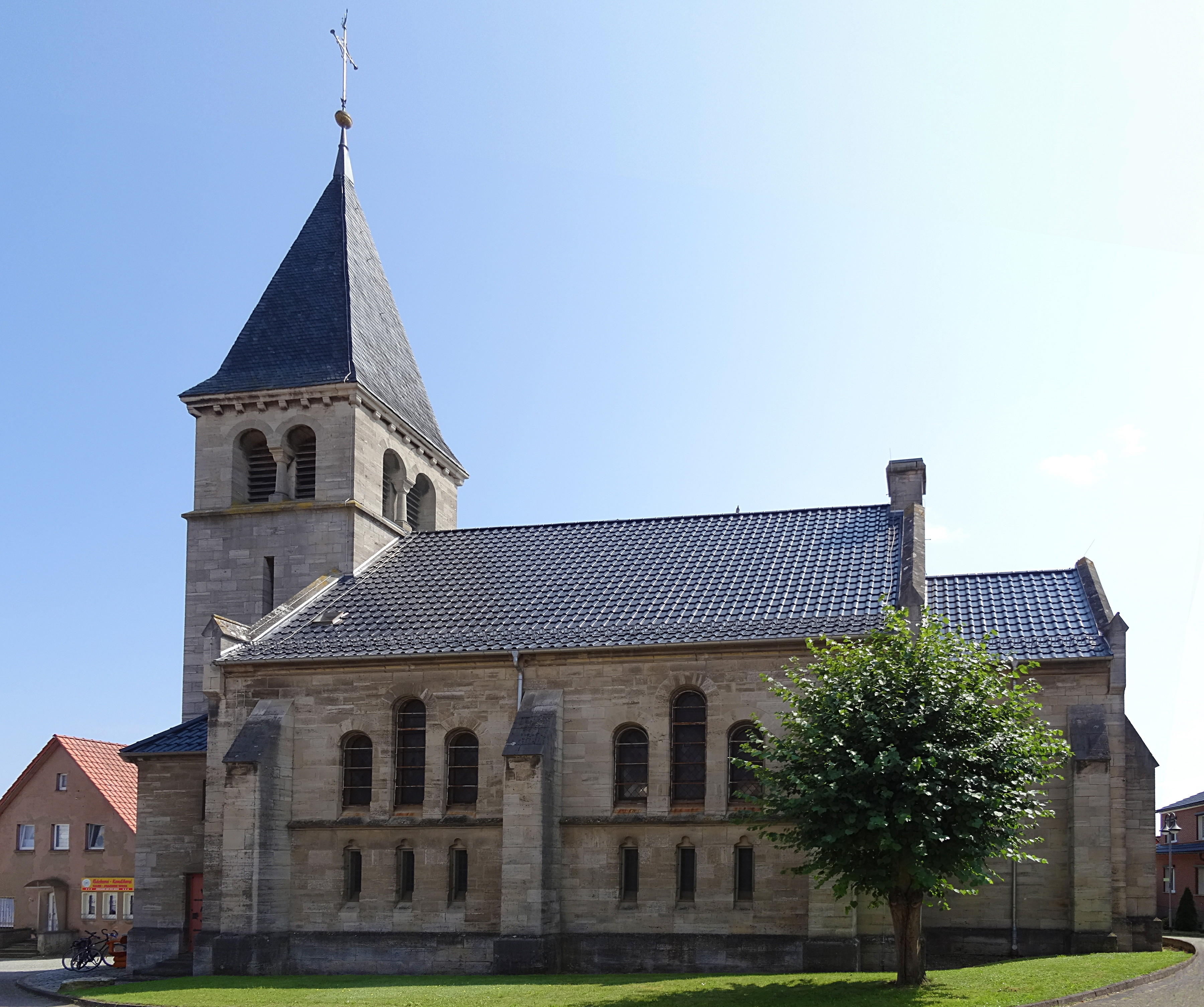
Dorfkirche St. Johannes

Die evangelisch-lutherische, denkmalgeschützte Kirche St. Johannes steht in Lengefeld, einem Ortsteil der Gemeinde Unstruttal im Unstrut-Hainich-Kreis in Thüringen. Die Kirchengemeinde Lengefeld gehört zur Pfarrei Horsmar im Kirchenkreis Mühlhausen der Evangelischen Kirche in Mitteldeutschland.

## Beschreibung
Nach dem Einsturz des spätgotischen Vorgängerbaus wurde die Saalkirche 1894–1896 aus Natursteinmauerwerk nach Plänen des zuständigen Bauinspektors in neuromanischen Formen errichtet. Sie hat einen eingezogenen, gerade abschließenden Chor und im Westen einen quadratischen Kirchturm. Das Langhaus ebenso der Chor trägt ein Satteldach, der Turm ein spitzes Pyramidendach. Das Portal befindet sich im Turm. Der Innenraum hat dreiseitige Emporen. An ihren Brüstungen sind Leinwandbilder mit Szenen aus dem neuen Testament. Diese Bilder aus dem späten 18. Jahrhundert stammen aus der Allerheiligenkirche von Mühlhausen. Der Chor ist mit einem Kreuzrippengewölbe überspannt, das auf blattförmigen Konsolen aufsitzt. Die Glasmalerei stammt aus der Bauzeit. Die Orgel mit 15 Registern, verteilt auf 2 Manuale und Pedal, wurde 1896 von Friedrich Ladegast gebaut. 2000 wurde sie von Karl Brode restauriert.